# Sandeul
Lee Jung-hwan (hangul: 이정환 (); Busan, 20 de marzo de 1992), más conocido por su nombre artístico Sandeul, es un cantante, actor y compositor surcoreano, conocido por ser el vocalista principal del grupo masculino surcoreano B1A4. Hicieron su debut en el programa de MBC Show! Music Core el 23 de abril de 2011. Ha formado parte de seis miniálbumes en idioma coreano, dos álbumes de estudio en idioma coreano y dos álbumes de estudio en idioma japonés.

## Vida personal
Sandeul se alistó en el ejército el 11 de noviembre de 2021, después de completar cinco semanas de entrenamiento obligatorio, después de lo cual Sandeul sirvió como trabajador social. Se dio de baja del servicio militar el 10 de agosto de 2023.

## Discografía

### Miniálbumes
| Título          | Detalles del álbum                                                                               | Posiciones más altas en los gráficos | Venta |
| Título          | Detalles del álbum                                                                               | COR Gaon                             | Venta |
| --------------- | ------------------------------------------------------------------------------------------------ | ------------------------------------ | ----- |
| Stay As You Are | - Lanzamiento: 4 de octubre de 2016 - Etiqueta: WM Entertainment - Formato: CD, descarga digital | -                                    | -     |

### Apariciones en bandas sonoras
| Año                                                                                        | Título                | Posiciones más altas en los gráficos | Posiciones más altas en los gráficos | Ventas                | Álbum                                     |
| Año                                                                                        | Título                | COR Gaon                             | China Baidu                          | Ventas                | Álbum                                     |
| ------------------------------------------------------------------------------------------ | --------------------- | ------------------------------------ | ------------------------------------ | --------------------- | ----------------------------------------- |
| 2014                                                                                       | "Because It Hurts"    | 51                                   | —                                    | - COR: más de 37,728  | God's Gift: 14 Days OST                   |
| 2016                                                                                       | "Swallowing My Heart" | 22                                   | 10                                   | - COR: más de 138,514 | Banda sonora de Moonlight Drawn by Clouds |
| "—" indica un lanzamiento que no figura en las listas o que no se lanzó en ese territorio. |                       |                                      |                                      |                       |                                           |

## Filmografía

### Televisión
- 2015: Naver Loss: Time: Life - Min-soo

### Aparición en programa de variedades
- Y-Star God of Cookery Road (2011)
- MBC Quiz to Change the World (2011)
- MBC Idol Athletics Championships (2011)
- SBS MTV Let Me Show (2011)
- SBS MTV Match Up (2011)
- MBC Idol Athletics and Swimming Championships (2012)
- SBS MTV Special B1A4 Selca Diary (2012)
- SBS 1000 Song Challenge (2012-2013)
- KBS Joy Hug (2012)
- KBS Love Request (2012)
- MBC Weekly Idol – Episodes 26, 40, 73 (2012)
- SBS Star King (2012)
- KBS2 1 vs 100 – Baro, CNU, and Sandeul (2012–13)
- Mnet Wide Entertainment News – B1A4 Sesame Player (2012)
- KBS Joy B1A4 Hello Baby Season 6 (2012)
- Immortal Songs 2 Episodes 70, 73–77, 78 (Win), 79 (2012)
- Immortal Songs 2 Episodes 95-96, 107-108, 110, 124, 125 (Win), 126-128, 130, 133 (2013)
- MBC Weekly Idol – Episodes 97 (2013)
- Strong Heart (2013)
- All The Kpop – Episodes 26 & 27 (2013)
- Beatles Code 2 – Episode 64 (2013)
- KBS2 Mamma Mia (2013)
- You Hee-yeol's Sketchbook (2013)
- KBS2 Hello Counselor (2013)
- MBC Infinity Challenge 'Idol Special' (2013)
- MBC Radio Star (2013)
- MBC Weekly Idol – Episodes 135, 159 (2014)
- Arirang After School Club (2014)
- MBC Infinity Challenge Ep 366 (2014)
- Mnet America: Go! B1A4 (2014)
- MBC Music Picnic Live (2014)
- KBS2 Dream Team vs B1A4 (2014)
- You Hee-yeol's Sketchbook (2014)
- MBC Seven Hungry House Guests (2014)
- KBS Immortal Songs 2 - Episodes 135, 145, 146 (No Performance) (2014)
- KBS A Song For You 3 Ep.4 (2014)
- MBC Music's B1A4 One Fine Day (2014)
- MBC King of Mask Singer (2015)
- JTBC 100 People, 100 Songs (2015)
- MNET 4 Things Show Ep. 20 (2015)
- KBS Immortal Songs 2 - Episodes 189, 190 (No Performance), 196, 203, 204 (No Performance) (2015)
- MBC Quiz to Change the World (2015)
- KBS2 Hello Counselor (24 de agosto de 2015)
- Arirang After School Club (2015)
- KBS2 Global Request Show A Song For You 4 (2015)
- KBS Let's Go! Dream Team II (2015)
- MBC Every1 Show Champion (2015)
- KBS Happy Together (2015)
- SBS Same Bed Different Dreams (2016)

### Musicales
- Brother Were Brave – Sandeul (2012)
- The Thousandth Man – Sandeul (2013)
- All Shook Up – Sandeul (2014)
- Cinderella – Príncipe Christopher
- Three Musketeers - D'Artganan con CNU[3]